# Friendica
Friendica (dříve známá jako Friendika) je open source software který implementuje distributed social network. Předtím než se projekt stal Friendikou, nejdříve začal jako Mistpark, vyvíjený Mikem Macgirvinem, vývojářem pracujícím na původním projektu Netscape Navigator, a mnoha dalších. Friendica klade důraz na rozsáhlé nastavení soukromí a snadnou instalaci na server. Jejím cílem je být propojená s co možná největším množstvím ostatních sociálních sítí. V listopadu 2014, globální adresář uživatelů Friendica měl asi 10 000 záznamů. To je jen část uživatelů, kteří se rozhodli zveřejňovat své profily ve veřejném globálním adresáři.

## Vlastnosti
Nyní se mohou uživatelé Friendica spojit s kontakty z Facebooku, Twitteru, Diaspory, GNU social, App.net, Pump.io a další služby v jejich sociálních proudů. Komunikace je obousměrná všude tam, kde je to možné. Součásti Friendica je také bridge který umožňuje spojení přes email a RSS. Navíc, konektory umožňují cross-posting na blogovací platformy, jako je WordPress, Livejournal, Tumblr a Posterous. Vzhledem k tomu, uživatelský účet je rozložen mezi mnoho serverů, adresa je složena ze tří částí, podobně jako e-mailová adresa, uživatelského jména, znaku "@" a doménového jména instance Friendica.